# Johannes Lindhard
Jens Peter Johannes Lindhard, född 25 april 1870, död 11 oktober 1947, var en dansk fysiolog och gymnastisk författare. Han var bror till Erik Lindhard.
Lindhard blev löjtnant vid fältartilleriet 1891, medicine kandidat 1898 och medicine doktor 1914. Han tjänstgjorde bland annat som läkare och fysiolog vid den danska expeditionen till nordöstra Grönland 1906–08, var anställd som assistent vid Finseninstitutet 1908–15 och blev docent i fysiologi och gymnastisk teori vid Köpenhamns universitet 1909. Lindhard blev 1917 professor i gymnastisk teori och 1919 föreståndare för det gymastikteoretiska laboratoriet 1919 och för danska statens gymnastikinstitut 1930. Lindhard, vars författarverksamhet väckt berättigad uppmärksamhet vida över Danmarks gränser, utgav bland annat läroböcker i allmän och speciell gymnastikteori samt avhandlingar på respirations-, blodomlopps- och muskelfysiologins områden. 
En av Lindhards doktorander var Erik Hohwü-Christensen som blev professor i fysiologi vid Kungl. Gymnastiska Centralinstitutet i Stockholm. Där kom han att påtagligt påverka utvecklingen av arbetsfysiologin i Sverige.